# Larinus syriacus
Larinus syriacus es una especie de escarabajo del género Larinus, tribu Lixini, familia Curculionidae. Fue descrita científicamente por Gyllenhal en 1835.
Se distribuye por varios países de Europa y Asia: Ucrania, Bulgaria, Grecia, Turquía, Irán y Turkmenistán.  La especie se mantiene activa durante los meses de mayo, junio, julio y septiembre.